# Бишр аль-Мариси
Абу Абд ар-Рахман Бишр ибн Гияс аль-Мари́си (араб. أبو عبد الرحمن بشر بن غياث المريسي‎; ок. 763; совр. Ирак — 833, Багдад) — исламский богослов, видный представитель мутазилизма, мурджиит.

## Биография
Его отец — красильщик на рынке Насра ибн Малика в Куфе, как сообщается, был евреем, а Бишр, по его обращению в ислам, стал мавла Зейда ибн аль-Хаттаба. Он жил в западной части Багдада, в Дарб аль-Мари (или аль-Мариси), из которого он взял свою нисбу. Умер в Багдаде в декабре 833 года в возрасте 70 лет.

## Богословская деятельность
В фикхе Бишр аль-Мариси хоть и придерживался в некоторых вопросах своих собственных взглядов, но считается последователем ханафитской школы. Был учеником Абу Юсуфа (ум. 798). Изучал хадисы у Хаммада ибн Саламы, Суфьяна ибн Уяйны и других мухаддисов.
В вопросах теологии Бишр аль-Мариси занял особую позицию, за что подвергся нападкам и со стороны суннитов (как сторонник сотворённости Корана), так и со стороны мутазилитов-кадаритов (как сторонник учения о том, что Аллах — творец людского промысла). Он разделял общую позицию мурджиитов, из-за чего мусульманские ерисеографы рассматривают его последователей, иногда называемых мариситами, как одну из ветвей мурджиитов. Доказательству сотворенности Корана Бишр посвятил полемический трактат против «людей неверия и заблуждения».
Он определил веру (иман) как «утверждение» (тасдик) исламского вероучения сердцем и языком, и всё, что не является тасдиком, то не является иманом; наоборот, из этого следует, что поклонение к солнцу само по себе является не неверием, а признаком неверия. С другой стороны, он считал все акты непослушания Аллаху тяжкими грехами (кабаир), но его последователи (и, предположительно, он тоже) считали это логически невозможным, в свете аята 99:7.
Бишр утверждал, что Коран был сотворён, за что впоследствии он был обвинён в джахмизме и мутазилизме. Различие, которое он заключил между двумя видами «воли» Аллаха, побудило его принять по вопросу предопределения промежуточную позицию между двумя крайностями джабаритов и кадаритов, что совпадает с ортодоксальной доктриной и противосторечит идее мутазилитов. Его главный ученик, ан-Наджжар, вероубеждения которого, как сообщается, были близки к тем, что были у его учителя, фактически подвергся гонению со стороны его современников мутазилитов.
Говорят, что Бишр подвергался преследованиям за свои идеи; в частности, сообщается, что он вынужден был скрываться в течение 20 лет во время правления аббасидского халифа Харуна ар-Рашида. Вероятно, это история вымышлена, так как известно, что имам аш-Шафии останавливался в доме у Бишра и его матери, благочестивой мусульманки, во время его пребывания в Багдаде, что соответствует середине предполагаемого периода «скрывания» Бишра. Но также известно, что традиционалисты (ахль аль-хадис) и, в частности, Ахмад ибн Ханбаль и его последователи противостояли Бишру с непримиримой ненавистью, так что впоследствии он стал рассматриваться ортодоксальными богословами, несмотря на свою аскетическую жизнь, как один из главных еретиков ислама. Сообщается, что Бишр аль-Мариси дискутировал с имамом аш-Шафии. Узнав, что в одних вопросах Бишр разделял мнение суннитов, а в других — мнение кадаритов, аш-Шафии сказал ему: «Наполовину ты — верующий, наполовину — неверующий».